# Chien de berger de Majorque
Pour les articles homonymes, voir Berger (homonymie) et Majorque.
Le berger de Majorque est un chien de berger, de garde et de défense originaire d'Espagne. Il fut reconnu au XVIIIe siècle. Il semble avoir été utilisé depuis des époques lointaines dans la garde de toutes sortes d'animaux : dindes, porcs, bovins, chèvres et essentiellement ovins, et également dans la garde des maisons et des biens. Ses origines exactes sont floues mais on suppose qu'il est arrivé au XIIIe siècle avec la conquête du roi Jacques Ier ou peu de temps après[réf. nécessaire], et au fil des siècles, les bergers et les ruraux de Majorque lui ont conféré des caractéristiques très propres qui se sont différenciées des autres chiens des îles et d'Europe.
C'est dans les années 1960-1970 que la sélection et l'élevage ont réellement commencé. Le standard et les normes ont été élaborées en 1980 pour fixer les caractéristiques de la race et pouvoir disposer d'une référence valide tant pour l'évaluation que pour les conseils sur la reproduction. Cela a été réalisé par le club Ca de bestiar (le club de la race en Espagne), et a constitué une pièce fondamentale pour son établissement. Ce prototype de race a été accepté par la RSCPFRCE (Royal Central Society for the Promotion of Canine Breeds of Spain) et également reconnu par la Fédération cynologique internationale (FCI) le 13 septembre 1982 avec le numéro 321, le classant comme groupe 1. section 1 Chiens de berger.

## Description
C'est un grand chien : sa taille varie de 66 à 73 cm pour un mâle et de 62 à 68 cm pour une femelle avec un poids d'environ 40 kg. On admet une tolérance d'un centimètre de plus ou de moins.
Le poil est court et bien couché avec une longueur de 1,5 à 3 cm. Le sous-poil est très fin, bien serré sur la peau. Il existe une variété à poil long où le poil peut être légèrement ondulé dans la région lombaire d'une longueur approximative dépassant sept centimètres selon la période de l'année, le poil étant plus long en hiver. Il dépasse la moyenne à la frange de la queue, à l’extrémité des oreilles et à la face postérieure des membres. Dans les deux variétés, le poil doit être doux, résistant et assez fin.
Il est entièrement noir (noir de jais, noir ordinaire ou noir de poix et leurs nuances respectives). Le blanc peut être admis seulement sur le poitrail, sous le cou en forme de fine cravate et sur les pieds antérieurs et postérieurs. Le noir de jais est le plus recherché.
La queue est attachée à l’horizontale et de section circulaire, assez épaisse à sa racine. Elle n’est pas écourtée.

## Caractère
C'est un chien intelligent et fidèle, ce qui lui permet de développer des tâches de vigilance et de défense. Il a toujours été apprécié à Majorque pour ses qualités pastorales et sa résistance physique. Il est très affectueux et fidèle à son humain qu'il considère comme un ami, même s'il faut gagner son appréciation en le traitant bien. D'un autre côté, il est très méfiant envers les inconnus par sa vigilance et n'accepte pas les commandes venant de ces derniers. Ayant été sélectionné pour sa capacité d'autonomie, il sait prendre des initiatives, il est donc potentiellement très indépendant.
 
Son éducation demande de la patience et de la cohérence, les demandes doivent manifester un réel intérêt, sans quoi il pourrait avoir du mal à obéir. C'est un chien qui requiert beaucoup de dépense physique et mentale. Il est affectueux avec les enfants et très patient avec eux. Il est docile et affectueux avec son cercle proche. Le berger de Majorque est très timide et réservé quand il est jeune et sa sensibilité peut être très élevée : la socialisation est donc essentielle car il retient très vite aussi bien les expériences positives que négatives.

Il est courageux et peut se montrer quelque peu querelleur.

## Remarque
L'élevage sélectif l'a rendu résistant à la chaleur et au soleil méditerranéen.